# Penstemon peckii
Penstemon peckii är en grobladsväxtart som beskrevs av Francis Whittier Pennell. Penstemon peckii ingår i släktet penstemoner, och familjen grobladsväxter. Inga underarter finns listade i Catalogue of Life.